# Футбол в Андорре
Стадионы на которых играют 
в Андорре
Футбол в Андорре — один из самых популярных видов спорта в стране. Главным руководящим органом андоррского футбола является Футбольная федерация Андорры (ФФА), созданная в 1994 году. В 1996 году Андорра вступила в ФИФА и УЕФА. В стране существует 2 дивизиона (Примера и Сегона Дивизио), ежегодно проводятся турниры на Кубок и Суперкубок Андорры.
На международном уровне национальная сборная Андорры одержала 9 побед. В Лиге чемпионов двум андоррским клубам «Сан-Жулии» и «Санта-Коломе» удавалось проходить в следующий раунд соревнований.

## История
В футбол в Андорре начали играть в 30-х годах XX века. 15 октября 1942 года был создан клуб «Андорра». Однако, из-за отсутствия местного чемпионата команда стала играть в системе лиг Испании. В 1992 году умер местный журналист Луис де Сантьяго, который писал книгу о первых 50 годах существования клуба «Андорра». С тех пор местонахождение материалов книги неизвестно, вследствие чего большая часть истории «Андорры» остаётся не опубликованной. Наибольшее достижения клуба — победа в Кубке Каталонии. В полуфинале турнира 1994 года «Андорра» обыграла «Барселону» (2:1), а в финале «Эспаньол» (0:0 в основное время и 4:2 по пенальти).

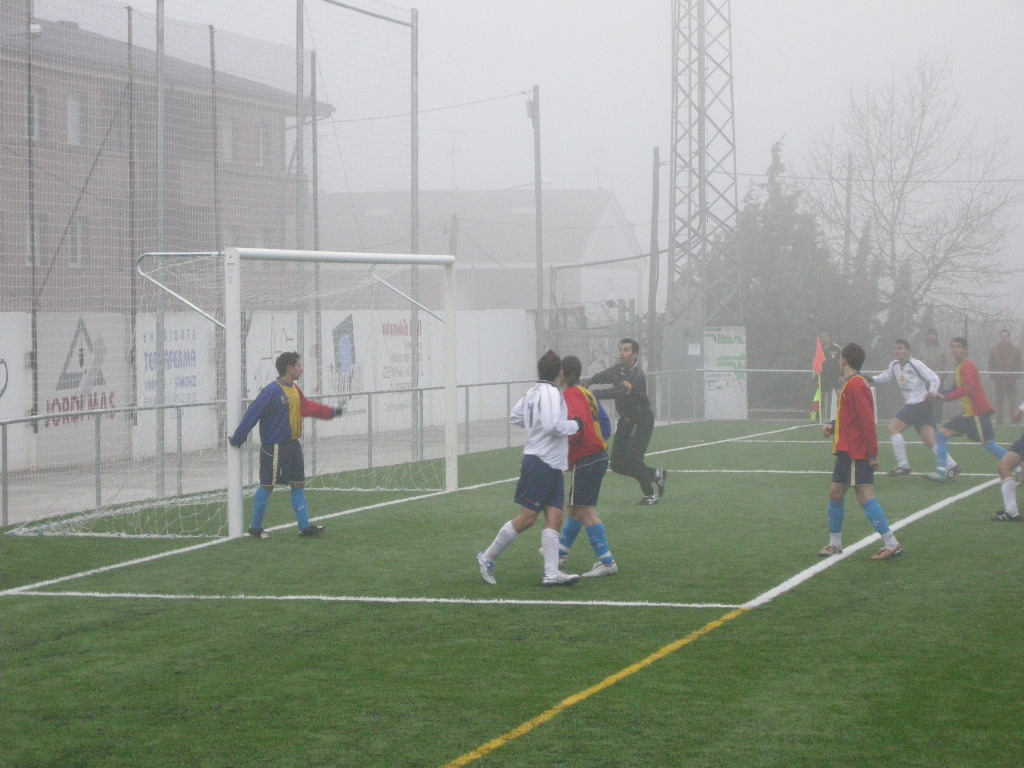
Матч клуба «Андорра»

В 1991 году был проведён первый розыгрыш Кубка Андорры, который выиграла «Санта-Колома». 21 апреля 1994 году усилиями Францеска Вилы была основана Футбольная федерация Андорры. В следующем году новосозданная федерация основала чемпионат Андорры, первым чемпионом которого стала «Санта-Колома».
Андорра стала независимым государством в 1993 году, после чего вступила в ООН и Совет Европы. Обретение независимости позволило княжеству в 1996 году быть принятым в ФИФА и УЕФА. 3 ноября 1996 года национальная сборная Андорры провела первую игру в своей истории, сыграв товарищеский матч со сборной Эстонии, который завершился поражением со счётом (1:6). В официальных матчах сборная начала участвовать с квалификации на чемпионат Европы 2000.
В сезоне 1995/96 чемпионат Андорры впервые был проведён под эгидой УЕФА. Победителем стал «Энкамп». Летом 1997 года андоррская команда «Принсипат» впервые выступила в еврокубках, в Кубке УЕФА. В августе 1998 года была основана национальная футбольная школа. С 1998 года существуют юношеские сборные Андорры до 17 и до 19 лет. В сезоне 1999/00 был организован второй дивизион — Сегона Дивизио. 26 апреля 2000 года сборная княжества впервые одержала победу в товарищеской игре против Беларуси (2:0). В сентябре 2003 года впервые был разыгран Суперкубок Андорры.
13 октября 2004 года сборная Андорра впервые добилась победы в официальной игре, обыграв Македонию с минимальным счётом (1:0). В 2006 году была создана молодёжная сборная Андорры до 21 года. В 2005 году «Ранжерс» впервые из андоррских клубов добился положительного результата выступая в еврокубках. В Кубке Интертото «Ранжерс» сыграл вничью с австрийским «Штурмом» (1:1). Летом 2007 года андоррский «Ранжерс» дебютировал в розыгрыше Лиги чемпионов. В Кубке УЕФА 2007/08 «Санта-Колома» впервые из андоррских клубов обыграла соперника, с минимальным счётом был обыгран тель-авивский «Маккаби» (1:0). В розыгрыше Лиги чемпионов 2009/10 «Сан-Жулиа» впервые прошла в следующий раунд еврокубков, обыграв сан-маринский «Тре Фиори». Данный успех удалось повторить «Санта-Коломе» в сезоне 2014/15.

## Турниры
| Уровень | Дивизионы                | Дивизионы                | Дивизионы                | Дивизионы                | Дивизионы                | Дивизионы                | Дивизионы                | Дивизионы                | Дивизионы                | Дивизионы                | Дивизионы                | Дивизионы                |
| 1       | Примера Дивизио 8 клубов | Примера Дивизио 8 клубов | Примера Дивизио 8 клубов | Примера Дивизио 8 клубов | Примера Дивизио 8 клубов | Примера Дивизио 8 клубов | Примера Дивизио 8 клубов | Примера Дивизио 8 клубов | Примера Дивизио 8 клубов | Примера Дивизио 8 клубов | Примера Дивизио 8 клубов | Примера Дивизио 8 клубов |
|         | ↓↑ 1-2 клуба             |                          |                          |                          |                          |                          |                          |                          |                          |                          |                          |                          |
| 2       | Сегона Дивизио 11 клубов | Сегона Дивизио 11 клубов | Сегона Дивизио 11 клубов | Сегона Дивизио 11 клубов | Сегона Дивизио 11 клубов | Сегона Дивизио 11 клубов | Сегона Дивизио 11 клубов | Сегона Дивизио 11 клубов | Сегона Дивизио 11 клубов | Сегона Дивизио 11 клубов | Сегона Дивизио 11 клубов | Сегона Дивизио 11 клубов |

Чемпионат Андорры (Примера Дивизио) впервые был проведён в сезоне 1994/95, победителем стала «Санта-Колома». В сезоне 1995/96 чемпионат Андорры в первый раз проходил под эгидой УЕФА. Победителем стал «Энкамп». Следующие три года подряд победителем Примера Дивизио становился «Принсипат». «Констелласьо Эспортива» выиграла чемпионат 1999/00, однако из-за многочисленных финансовых нарушений команда была исключена из чемпионата Андорры, а затем прекратила своё существование. Турнир в сезоне 2000/01 выиграла «Санта-Колома», с тех пор команда завоевала 8 чемпионских титулов. В сезоне 2001/02 чемпионом во второй раз стал «Энкамп». Также дважды обладателями титула становились «Ранжерс», «Сан-Жулиа» и «Лузитанс». Чемпионат Андорры является одним из самых результативных в Европе.
Второй дивизион Андорры или Сегона Дивизио был организован в сезоне 1999/00. Первым победителем Сегона Дивизио стала команда «Лузитанс». Наиболее титулованой командой является «Энкамп», он побеждал трижды. В турнире выступают также резервные команды клубов высшего дивизиона, однако они не имеют право на выход в Примера Дивизио.
Кубок Андорры официально называется Кубком Конституции, он впервые был разыгран в 1991 году. Первым победителем стала «Санта-Колома». Команда также является обладателем наибольшего количества титулов — восьми. Пять раз в Кубке побеждала «Сан-Жулиа», четыре раза «Принсипат». По одному разу выигрывали трофей — «Лузитанс», «Унио Эспортива Санта-Колома» и «Констел-Лацио Эспортива».
В 2003 году впервые был проведён Суперкубок Андорры. В первом розыгрыше Суперкубка победу одержала «Санта-Колома» над «Сан-Жулией» со счётом (3:2). Однако в дальнейшем «Сан-Жулиа» побеждала в Суперкубке пять раз, в то время как «Санта-Колома» — четыре. Дважды в турнире побеждал «Лузитанс» и один раз выигрывал Суперкубок Андорры «Ранжерс».

## Выступление в еврокубках

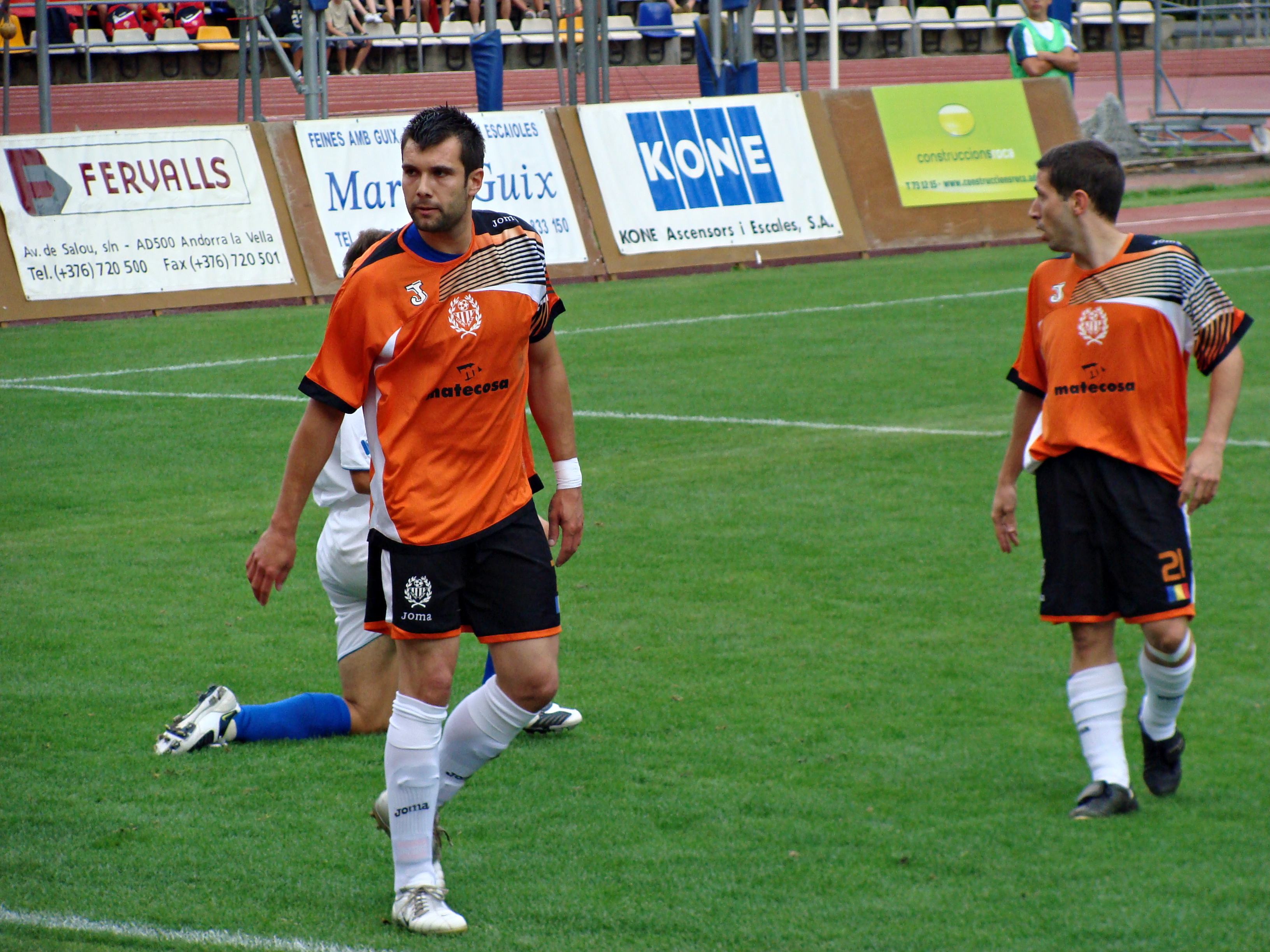
«Сан-Жулиа» в игре против «Тре Фиори»

Право выступать в Лиге чемпионов имеет победитель Примера Дивизио. Путёвки в Лигу Европы получает вторая команда чемпионата и победитель Кубка. В случае, если команда побеждает в кубке и завоёвывает первое или второе место в чемпионате, право представлять Андорру в еврокубках получает бронзовый призёр Примера Дивизио. Так как у Андорры низкий рейтинг УЕФА команды в стартуют в первых раундах европейских соревнований.
Впервые в еврокубках из андоррских команд играл «Принсипат» в Кубке УЕФА 1997/98, однако уступил шотландскому «Данди Юнайтед» с общим счётом (0:17). В следующем сезоне «Принсипат» забил первый гол в еврокубках, в игре против венгерского «Ференцвароша». Дебютный гол в домашнем матче забил Жозе Рамон Паскуаль Терсеро. В сезоне 2000/01 единственный раз в еврокубках играла команда «Констел-Лацио Эспортива», которая уступила испанскому «Райо Вальекано» (0:16). В 2001 году клуб «Сан-Жулиа» дебютировал в Кубке Интертото, уступив швейцарской «Лозанне» (1:9).
В 2005 году «Ранжерс» впервые из андоррских команд добился положительного результата выступая в еврокубках. В Кубке Интертото «Ранжерс» сыграл вничью с австрийским «Штурмом» (1:1), однако по сумме двух матчей уступил со счётом (1:6). В сезоне 2007/08 в еврокубках от Андорры впервые выступало три команды. «Ранжерс» дебютировал в розыгрыше Лиги чемпионов, уступив молдавскому «Шерифу» (0:5). В Кубке УЕФА «Санта-Колома» впервые из андоррских клубов обыграла соперника, с минимальным счётом в домашней встрече был повержен тель-авивский «Маккаби» (1:0). Мяч забил Жули Фернандес. На выезде команда уступила (0:4). В розыгрыше Лиги чемпионов 2009/10 «Сан-Жулиа» впервые прошла в следующий раунд еврокубков, обыграв в серии пенальти сан-маринский «Тре Фиори». Во втором раунде клуб проиграл болгарскому «Левски» (0:9).
В сезоне 2014/15 впервые в своей истории «Санта-Колома» прошла в следующий раунд еврокубков, одолев в первом квалификационном раунде Лиги чемпионов армянский «Бананц» за счёт гола, забитого на чужом поле (1:0 и 2:3). Решающий гол на 95-й минуте второго матча забил вратарь андоррцев Элой Казальс. Во втором раунде команда играла против «Маккаби» из Тель-Авива. По сумме двух матчей израильтяне одержали победу (3:0).

## Сборная

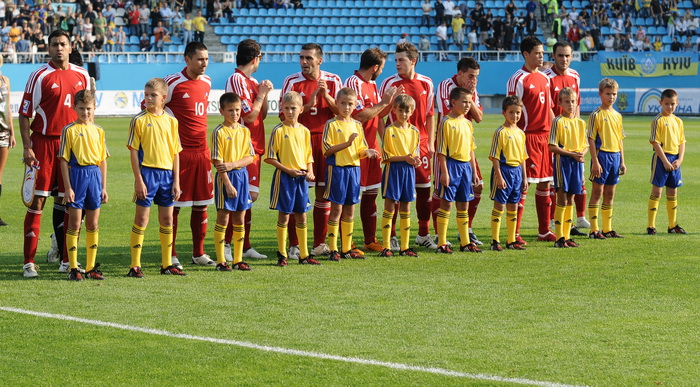
Сборная Андорры перед началом матча

Сборная Андорры является аутсайдером европейского и мирового футбола, занимая 204-е место в рейтинге ФИФА, соседствуя со сборными Американского Самоа и Сомали. 3 ноября 1996 года Андорра провела первую игру в своей истории, сыграв товарищеский матч со сборной Эстонии, который завершился поражением со счётом (1:6). Исторический первый гол андоррцев забил Агусти Поль. В официальных матчах сборная начала участвовать с квалификации на чемпионат Европы 2000. Первый официальный матч состоялся 5 сентября 1998 года на выезде против Армении и завершился поражением со счётом (1:3). Гол составе андоррцев забил Хесус Лусендо. 9 июня 1999 года в матче против Франции (0:1) андоррцы до 86 минуты сохраняли свои ворота сухими.
Впервые непобеждёнными пиренейцы смогли уйти в своей шестой по счёту игре против Азербайджана (0:0). Первая победа пришла в 24-м матче, когда благодаря голам Хесуса Лусендо и Жули Санчеса была обыграна Беларусь (2:0). 13 октября 2004 года Андорра впервые добилась победы в официальной игре, сборная обыграла Македонию с минимальным счётом (1:0). Единственный гол на счету Марка Бернауса. В рамках квалификации к чемпионату мира 2006, Андорра набрала 5 очков, что является лучшим результатом в отборах для страны. Тогда обыграв Македонию, а затем сыграв с ней вничью (0:0), андоррцы набрали ещё 1 очко в матче с Финляндией (0:0).
На данный момент сборная провела 125 игр (3 победы, 11 ничьих и 111 поражений), в которых андоррцы забили 35 голов и пропустили 352 мяча. Во время матчей футболисты Андорры обычно обороняются всей командой. Многие известные тренеры выступали с критикой участия таких команд, как Андорра, в отборочных матчах, так как в этих встречах зачастую ясен результат, а ведущие игроки получают травмы.
11 октября 2019 года андоррцы впервые выиграли матч отборочного турнира чемпионата Европы после 56 поражений подряд в рамках отборов на Евро: они переиграли у себя дома Молдову со счётом 1:0, а единственный гол забил Марк Валес. Гол был забит после того, как с поля был удалён Раду Гынсарь.

## Игроки

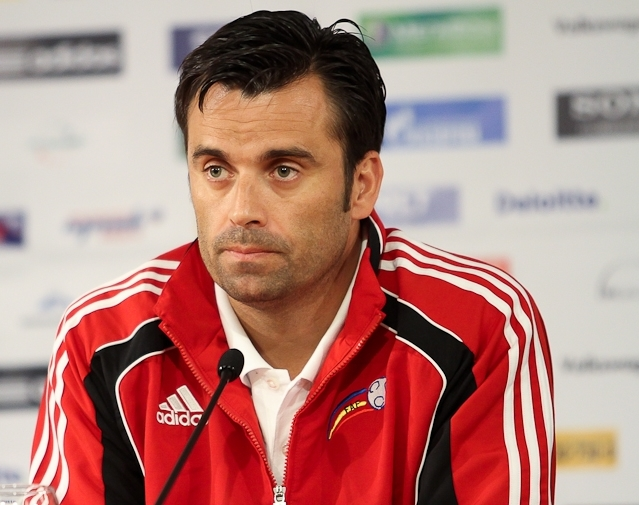
Кольдо является обладателем юбилейной награды УЕФА

В Андорре несколько сот зарегистрированных футболистов, из них около 50 имеют право играть за сборную. Почти все футболисты являются любителями. Они зарабатывают на жизнь, работая на других профессиях, и тренируются в свободное время. Например, лучший гвардеец сборной Оскар Сонеджи работает страховым агентом. Найти дополнительное усиление для сборной мешает сложная процедура получения гражданства. Правила натурализации в Андорре очень жёсткие: для получения гражданства необходимо прожить 25 лет в стране либо вступить в брак с гражданином Андорры. Также в Андорре запрещено двойное гражданство.
Среди профессиональных футболистов в Андорре можно выделить лучшего бомбардира сборной Ильдефонса Лиму и Марка Пужоля.
В ноябре 2003 года Футбольная федерация Андорры назвала вратаря национальной сборной Кольдо — лучшим игроком своей страны за последние 50 лет. Сам Кольдо об этом сказал: «Любой голкипер, выступающий за сборную Андорры, имеет отличные шансы заявить о себе — работы в каждом матче очень много». На данный момент Кольдо является главным тренером сборной.
Каждый клуб чемпионата Андорры может иметь не более трёх игроков из Испании с профессиональным контрактом, которые не проживают в Андорре.

## Стадионы
Футбольная федерация Андорры проводит матчи Примера и Сегона Дивизио на принадлежащих ей стадионах. Также федерация распределяет стадионы и поля для тренировок для каждой команды. «Комуналь д'Андорра-ла-Велья» вмещает 1299 человек и находиться в Андорра-ла-Велья, «Комуналь д’Ашоваль» расположен на юге Андорры в Сан-Жулиа-де-Лория и вмещает 899 зрителей. Иногда матчи проводятся в приграничном с Андоррой испанском городе Алас-и-Серк, на стадионе «Сентре Эспортиу д'Алас», вмещающем 1500 человек или на тренировочном поле в Ордино.
В 2014 году в столице Андорры был открыт «Эстади Насьональ», вместимостью 3306 человек, на этой арене выступает национальная сборная Андорры. Ранее сборная проводила некоторые свои матчи в Барселоне, на Олимпийском стадионе и Мини Эстади.
| Стадион                     | Расположение          | Вместимость |
| --------------------------- | --------------------- | ----------- |
| Камп д'Эспортс д'Ордино     | Ордино                | Нет         |
| Комуналь д’Ашоваль          | Сан-Жулиа-де-Лория    | 899         |
| Комуналь д'Андорра-ла-Велья | Андорра-ла-Велья      | 1299        |
| Сентре Эспортиу д'Алас      | Алас-и-Серк (Испания) | 1500        |
| Эстади Насьональ            | Андорра-ла-Велья      | 3306        |